# Calystryma
Calystryma is een geslacht van vlinders van de familie Lycaenidae, uit de onderfamilie Lycaeninae.

## Soorten
- C. anapa Field, 1967
- C. atrox (Butler, 1877)
- C. barza Field, 1967
- C. blora Field, 1967
- C. gentilla (Schaus, 1902)
- C. keta Field, 1967
- C. malta (Schaus, 1902)
- C. meleager (Druce, 1907)
- C. naka Field, 1967
- C. nototrebula Johnson, Eisele & MacPherson, 1988
- C. phryne Johnson, Eisele & MacPherson, 1988
- C. pisis (Godman & Salvin, 1887)
- C. tifla Field, 1967
- C. trebula (Hewitson, 1868)